# HD6532
HD6532 — хімічно пекулярна зоря спектрального класу A3, що має видиму зоряну величину в смузі V приблизно  8,4.
Вона  розташована на відстані близько 732,9 світлових років від Сонця.

## Пекулярний хімічний вміст
Зоряна атмосфера HD6532 має підвищений вміст 
Cr
.

## Магнітне поле
Спектр даної зорі вказує на наявність магнітного поля у її зоряній атмосфері.
Напруженість повздовжної компоненти поля оціненої з аналізу
наявних ліній металів
становить  517,0± 273,0 Гаус.